# Lutrija Zelene karte
Program Lutrije Zelene karte (poznato i kao Diversity Immigrant Visa Program ili Green Card Lottery) provodi Vlada Sjedinjenih Američkih Država s ciljem povećanja raznolikosti među doseljenicima. Vize se dodjeljuju izvlačenjem u obliku lutrije. Broj godišnje dodijeljenih Viza iznosi 55 000, od čega je 5000 rezervirano za program NACARA (stanovnike Nikaragve, Gvatemale, Kube i El Salvadora).

## Povijest
Lutrija je nastala 1987. godine na inicijativu tadašnjega predsjednika Ronalda Reagana. Raznolikost naroda bila je uzdrmana jer se iz pojedinih zemalja doseljavalo iznadprosječno. Reagan je uz pomoć lutrije želio zadržati raznolikost stanovništva. Tako je nastao i naziv programa (Diversity-Immigrant-Visa-Programm).
Shodno tome su zemlje, koje su u prethodnim godinama imale veliki broj doseljenika, isključene iz programa Zelene Lutrije. U 2015. godine to su: Bangladeš, Brazil, Kanada, Kina, Kolumbija, Dominikanska Republika, Ekvador, Salvador, Haiti, Indija, Jamajka, Meksiko, Nigerija, Pakistan, Peru, Filipini, Južna Koreja, Ujedinjeno Kraljevstvo (izuzev Sjeverne Irske) i Vijetnam.
Količina dostupnih Viza raspodjeljuje se između šest područja temeljem ključa raznolikosti. Oko 80% viza otpada na Europu i Afriku. Uz to, niti jedna zemlja ne smije dobiti više od 7% ukupno dodijeljenih viza.

## Procedura
Sudjelovanje u lutriji u početku je besplatno. Od 2004. godine prijave se zaprimaju isključivo putem interneta. Prijavljivanje se provodi na jesen svake godine. Kandidati moraju pored sebe prijaviti i bračne partnere te nevjenčanu djecu mlađu od 21 godine, čak i ako oni ne žive u zajedničkom kućanstvu. U slučaju dobivanja vize i oni imaju pravo na vizu.
Iako prijavu može svatko samostalno ispuniti, postoje agencije koje taj proces preuzimaju uz novčanu naknadu. Prednost agencija je što one unaprijed potvrđuju podatke i slike te tako sprječavaju mogućnost diskvalifikacije zbog pogrešnih podataka. Agencije ne povećavaju šansu za dobitkom. 
U proljeće se objavljuju rezultati. Svaki kandidat prilikom prijave dobije pristupni kôd pomoću kojeg može provjeriti status prijave. Budući da se polazi od toga da svaki dobitnik neće zadovoljavati uvjete za dobivanje zelene karte, lutrija izvlači više dobitnika nego što će viza biti dodijeljeno. Tako je u 2015. godini izvučeno 125 514 dobitnika, od čega je 55 000 doseljeničkih viza biti dodijeljeno. Vjerojatnost da se nakon dobitka stvarno dobije viza time iznosi nešto manje od 50%.
Pod određenim okolnostima može se održati dodatni odabir. Ne događa se to redovito. Dodatna dobitna mjesta otvaraju se najkasnije šest mjeseci nakon glavne lutrije.
Za dobitnike u procesu odobravanja vize nastaju troškovi u iznosu od oko 600$ (dokumentacija i obavezni liječnički pregled). Ti troškovi nastaju čak iako na kraju viza ne bude odobrena.

## Uvjeti
Dobitnici lutrije moraju zadovoljiti više kriterija kako bi imali pravo na vizu, te status stalnoga stanovnika (Permanent Resident). To uključuje:
- Dokaz o radnom iskustvu ili završena četverogodišnja srednja škola,
- Zemlja rođenja kandidata ne smije biti isključena iz programa lutrije zelene karte.

Razlozi za isključenje:
- zdravstveni razlozi (npr. uporaba droge),
- kriminalni ili slični razlozi (uključujući prostituciju, trgovina ljudima, pranje novca i slično),
- sigurnosni razlozi (povezanost s terorističkim organizacijama, sudjelovanje u sabotažama i špijunaži, članstvo u totalitarnim strankama i slično),
- mogućnost pretvaranja u socijalni slučaj (dovoljan početni kapital ili jamstvo poznanika može pomoći pri dokazivanju),
- nezakonito useljavanje ili prethodno kršenje imigracijskih zakona,
- neposjedovanje osobnih dokumenata,
- nezadovoljavanje uvjeta o stjecanju državljanstva Sjedinjenih Američkih Država,
- ostali razlozi, kao na primjer poligamija, otmice, prijašnji državljani SAD-a koji su se odrekli državljanstva kako bi izbjegli plaćanje poreza, itd.

Ako kandidat zadovoljava sve kriterije, onda slijedi osobni razgovor u veleposlanstvu SAD-a. Zelena karta se ne dobije odmah, već samo useljenička viza. S njom se mora u roku od 6 mjeseci ući na teritorij Sjedinjenih Američkih Država.